# Amici di Maria De Filippi (undicesima edizione, fase serale)
L'undicesima edizione del talent show musicale Amici di Maria De Filippi è andata in onda nella sua fase serale dal 31 marzo al 19 maggio 2012 in prima serata su Canale 5 per nove puntate con la conduzione di Maria De Filippi. Tutte le puntate sono andate in onda di sabato, ad eccezione dell'ottava puntata che è andata in onda di venerdì.
| Vincitori            | Vincitori                        |
| -------------------- | -------------------------------- |
| Amici 11             | Giuseppe Giofrè (ballo)          |
| Amici 11             | Gerardo Pulli (canto)            |
| Amici 11             | Alessandra Amoroso (BIG)         |
| Premio della Critica | Carlo Alberto Di Micco (allievi) |
| Premio della Critica | Annalisa (BIG)                   |

## Regolamento
Quattordici allievi promossi al serale e nove glorie del Talent Show daranno vita a due circuiti ben distinti, due gare che decreteranno tre vincitori: un cantante e un ballerino (tra gli allievi) e un Big. A giudicare le varie sfide e performance sarà la Giuria Popolare (composta dal pubblico sovrano del televoto), insieme alle tre giurie qualificate: la Giuria Tecnica (quattordici elementi, tra giornalisti, tecnici e specialisti di canto e ballo), la Giuria Esterna (tre grandi personaggi dello spettacolo) e l'Orchestra (quarantatré elementi).
Le due finali canto e big del programma sono andate in onda dall'Arena di Verona.

### La sfida dei Big
Tutti gli artisti in gara eseguono sia una cover scelta sia un singolo tratto dai loro album. Dopo tutte le esibizioni, verrà svelato il risultato la classifica. Gli artisti in gara vengono votati sia dall'Orchestra, sia dalla Giuria Tecnica, sia dal televoto. Gli ultimi due in classifica, o i perdenti delle varie sfide dirette, saranno al ballottaggio finale, dove solamente il televoto decreterà l'eliminato, che dovrà lasciare la trasmissione. Due saranno i ripescaggi, nel corso della terza e della sesta puntata. Importante è la funzione della cosiddetta Golden Share che farà salire di due posti in classifica il cantante indicato. Solo nella prima puntata, la Golden viene data dalla Giuria Esterna, mentre nelle puntate successive sarà la classifica di vendita di iTunes a decretare il concorrente più meritevole.

### La sfida degli allievi
Il meccanismo è cambiato a differenza delle precedenti edizioni. È compito dei professori scegliere chi e quali prove costituiranno la sfida. Il professore viene scelto attraverso le famose carte. Al termine delle prove, il professore avrà 15 secondi di tempo per indicare da chi verrà valutata l'esibizione, se dalla Giuria Tecnica o se dalla Giuria Esterna. Questi ultimi, avranno poi 15 secondi per indicare chi merita maggiormente di restare in gara. L'eliminato indosserà una maglia nera e andrà in sfida con il secondo eliminato della seconda manche. A questo punto subentra il televoto, l'unico che decreterà l'eliminazione definitiva del concorrente.

## Concorrenti
I Concorrenti ammessi al Serale sono 14, divisi in 8 cantanti e 6 ballerini, a cui si vanno ad aggiungere i 9 Big delle precedenti edizioni, di seguito vengono riportati i nomi.
| 1 | Gerardo Pulli          | Mara Maionchi     | 1 | Giuseppe Giofrè   | Luciano Cannito      | 1 | Alessandra Amoroso |
| 2 | Ottavio De Stefano     | Grazia Di Michele | 2 | Francesca Dugarte | Alessandra Celentano | 2 | Emma Marrone       |
| 3 | Carlo Alberto Di Micco | Grazia Di Michele | 3 | Nunzio Perricone  | Garrison Rochelle    | 3 | Marco Carta        |
| 4 | Claudia Casciaro       | Rudy Zerbi        | 4 | Jonathan Gerlo    | Luciano Cannito      | 4 | Annalisa           |
| 5 | Valeria Romitelli      | Rudy Zerbi        | 5 | Valentin Stoica   | Luciano Cannito      | 5 | Antonino           |
| 6 | Marco Castelluzzo      | Rudy Zerbi        | 6 | Josè Becerra      | Alessandra Celentano | 6 | Pierdavide Carone  |
| 7 | Stefano Marletta       | Mara Maionchi     |   |                   |                      | 7 | Valerio Scanu      |
| 8 | Francesca Mariani      | Mara Maionchi     | 8 | Karima            |                      |   |                    |
|   |                        |                   | 9 | Virginio          |                      |   |                    |

## Tabellone delle eliminazioni
Nel tabellone vengono indicati gli esiti delle sfide e i risultati finali delle votazioni per l'eliminazione

### Canto
Legenda:

 Votato dalla giuria tecnica

 Votato dalla giuria ospite

 Votato dal televoto

     Vince la sfida

     Va al ballottaggio

     Eliminato/a provvisoriamente

     Eliminato/a definitivamente

     Finalista

     Vincitore

|            |               | 31/03      | 31/03      | 31/03      | 7/04                   | 7/04                   | 7/04                   | 14/04                  | 14/04                  | 14/04                  | 21/04                  | 21/04                  | 21/04                  | 28/04                  | 28/04                  | 05/05                  | 05/05                  | 05/05                  | 12/05                  | 12/05                  | 12/05                  | 18/05                  | 18/05                  | 18/05                  |
| 1ª PUNTATA | 1ª PUNTATA    | 1ª PUNTATA | 2ª PUNTATA | 2ª PUNTATA | 2ª PUNTATA             | 3ª PUNTATA             | 3ª PUNTATA             | 3ª PUNTATA             | 4ª PUNTATA             | 4ª PUNTATA             | 4ª PUNTATA             | 5ª PUNTATA             | 5ª PUNTATA             | 6ª PUNTATA             | 6ª PUNTATA             | 6ª PUNTATA             | SEMIFINALE             | SEMIFINALE             | SEMIFINALE             | FINALE                 | FINALE                 | FINALE                 |                        |                        |
| Sfida      | Sfida         | 1          | 2          | 3          | 1                      | 2                      | 3                      | 1                      | 2                      | 3                      | 1                      | 2                      | 3                      | 1                      | 2                      | 1                      | 2                      | 3                      | 1                      | FINALE                 | FINALE                 | FINALE                 | 2                      | 3                      |
| ---------- | ------------- | ---------- | ---------- | ---------- | ---------------------- | ---------------------- | ---------------------- | ---------------------- | ---------------------- | ---------------------- | ---------------------- | ---------------------- | ---------------------- | ---------------------- | ---------------------- | ---------------------- | ---------------------- | ---------------------- | ---------------------- | ---------------------- | ---------------------- | ---------------------- | ---------------------- | ---------------------- |
| 1          | Gerardo       |            | N.D.       | N.D.       | N.D.                   | N.D.                   | N.D.                   | N.D.                   |                        | N.D.                   |                        | N.D.                   | N.D.                   |                        | N.D.                   |                        | N.D.                   | N.D.                   |                        |                        | N.D.                   | N.D.                   |                        | VINCITORE              |
| 2          | Ottavio       |            | N.D.       |            | N.D.                   | N.D.                   | N.D.                   |                        | N.D.                   |                        | N.D.                   |                        |                        | N.D.                   | N.D.                   | N.D.                   |                        |                        |                        |                        |                        |                        |                        | SECONDO                |
| 3          | Carlo Alberto | N.D.       | N.D.       | N.D.       |                        | N.D.                   |                        |                        | N.D.                   | N.D.                   | N.D.                   | N.D.                   | N.D.                   |                        |                        | N.D.                   |                        | N.D.                   |                        | N.D.                   | N.D.                   |                        | TERZO                  | TERZO                  |
| 4          | Claudia       | N.D.       | N.D.       | N.D.       |                        | N.D.                   | N.D.                   | N.D.                   | N.D.                   | N.D.                   | N.D.                   |                        | N.D.                   | N.D.                   | N.D.                   |                        | N.D.                   |                        | N.D.                   | N.D.                   |                        | ELIMINATA (Semifinale) | ELIMINATA (Semifinale) | ELIMINATA (Semifinale) |
| 5          | Valeria       | N.D.       | N.D.       | N.D.       | N.D.                   |                        | N.D.                   | N.D.                   | N.D.                   | N.D.                   |                        | N.D.                   |                        | N.D.                   |                        | ELIMINATA (5ª Puntata) | ELIMINATA (5ª Puntata) | ELIMINATA (5ª Puntata) | ELIMINATA (5ª Puntata) | ELIMINATA (5ª Puntata) | ELIMINATA (5ª Puntata) | ELIMINATA (5ª Puntata) | ELIMINATA (5ª Puntata) | ELIMINATA (5ª Puntata) |
| 6          | Marco         | N.D.       | N.D.       | N.D.       | N.D.                   | N.D.                   | N.D.                   | N.D.                   |                        |                        | ELIMINATO (3ª Puntata) | ELIMINATO (3ª Puntata) | ELIMINATO (3ª Puntata) | ELIMINATO (3ª Puntata) | ELIMINATO (3ª Puntata) | ELIMINATO (3ª Puntata) | ELIMINATO (3ª Puntata) | ELIMINATO (3ª Puntata) | ELIMINATO (3ª Puntata) | ELIMINATO (3ª Puntata) | ELIMINATO (3ª Puntata) | ELIMINATO (3ª Puntata) | ELIMINATO (3ª Puntata) | ELIMINATO (3ª Puntata) |
| 7          | Stefano       | N.D.       |            | N.D.       | N.D.                   |                        |                        | ELIMINATO (2ª Puntata) | ELIMINATO (2ª Puntata) | ELIMINATO (2ª Puntata) | ELIMINATO (2ª Puntata) | ELIMINATO (2ª Puntata) | ELIMINATO (2ª Puntata) | ELIMINATO (2ª Puntata) | ELIMINATO (2ª Puntata) | ELIMINATO (2ª Puntata) | ELIMINATO (2ª Puntata) | ELIMINATO (2ª Puntata) | ELIMINATO (2ª Puntata) | ELIMINATO (2ª Puntata) | ELIMINATO (2ª Puntata) | ELIMINATO (2ª Puntata) | ELIMINATO (2ª Puntata) | ELIMINATO (2ª Puntata) |
| 8          | Francesca M.  | N.D.       |            |            | ELIMINATA (1ª Puntata) | ELIMINATA (1ª Puntata) | ELIMINATA (1ª Puntata) | ELIMINATA (1ª Puntata) | ELIMINATA (1ª Puntata) | ELIMINATA (1ª Puntata) | ELIMINATA (1ª Puntata) | ELIMINATA (1ª Puntata) | ELIMINATA (1ª Puntata) | ELIMINATA (1ª Puntata) | ELIMINATA (1ª Puntata) | ELIMINATA (1ª Puntata) | ELIMINATA (1ª Puntata) | ELIMINATA (1ª Puntata) | ELIMINATA (1ª Puntata) | ELIMINATA (1ª Puntata) | ELIMINATA (1ª Puntata) | ELIMINATA (1ª Puntata) | ELIMINATA (1ª Puntata) | ELIMINATA (1ª Puntata) |

#### Podio
|         |               |    |  |         |
|         |               |    |  | 4º      |
|         | Gerardo       |    |  | Claudia |
| Ottavio | Gerardo       |    |  |         |
| 1º      | Carlo Alberto |    |  |         |
| 1º      | Carlo Alberto | 2º |  |         |
| 1º      | 3º            |    |  |         |

### Ballo
Legenda:

 Votato dalla giuria tecnica

 Votato dalla giuria ospite

 Votato dal televoto

     Vince la sfida

     Va al ballottaggio

     Eliminato/a provvisoriamente

     Eliminato/a definitivamente

     Finalista

     Vincitore

|            |              | 31/03      | 31/03      | 31/03      | 7/04                   | 7/04                   | 7/04                   | 14/04                  | 14/04                  | 14/04                  | 21/04                  | 21/04                  | 28/04                  | 28/04                  | 28/04                  | 05/05                  | 05/05                  | 12/05                  | 12/05                  |
| 1ª PUNTATA | 1ª PUNTATA   | 1ª PUNTATA | 2ª PUNTATA | 2ª PUNTATA | 2ª PUNTATA             | 3ª PUNTATA             | 3ª PUNTATA             | 3ª PUNTATA             | 4ª PUNTATA             | 4ª PUNTATA             | 5ª PUNTATA             | 5ª PUNTATA             | 5ª PUNTATA             | SEMIFINALE             | SEMIFINALE             | FINALE                 | FINALE                 |                        |                        |
| Sfida      | Sfida        | 1          | 2          | 3          | 1                      | 2                      | 3                      | 1                      | 2                      | 3                      | 1                      | 2                      | 1                      | 2                      | 3                      | FINALE                 | FINALE                 | 1                      | 2                      |
| ---------- | ------------ | ---------- | ---------- | ---------- | ---------------------- | ---------------------- | ---------------------- | ---------------------- | ---------------------- | ---------------------- | ---------------------- | ---------------------- | ---------------------- | ---------------------- | ---------------------- | ---------------------- | ---------------------- | ---------------------- | ---------------------- |
| 1          | Giuseppe     |            | N.D.       | N.D.       |                        | N.D.                   | N.D.                   | N.D.                   | N.D.                   | N.D.                   |                        |                        |                        | N.D.                   |                        |                        |                        |                        | VINCITORE              |
| 2          | Francesca D. | N.D.       |            | N.D.       | N.D.                   | N.D.                   | N.D.                   |                        |                        | N.D.                   | N.D.                   | N.D.                   |                        |                        | N.D.                   |                        | N.D.                   |                        | SECONDA                |
| 3          | Nunzio       | N.D.       | N.D.       | N.D.       | N.D.                   |                        | N.D.                   | N.D.                   |                        |                        |                        | N.D.                   | N.D.                   |                        |                        | N.D.                   |                        | ELIMINATO (Semifinale) | ELIMINATO (Semifinale) |
| 4          | Jonathan     | N.D.       | N.D.       | N.D.       |                        | N.D.                   |                        |                        | N.D.                   |                        | N.D.                   |                        | ELIMINATO (4ª Puntata) | ELIMINATO (4ª Puntata) | ELIMINATO (4ª Puntata) | ELIMINATO (4ª Puntata) | ELIMINATO (4ª Puntata) | ELIMINATO (4ª Puntata) | ELIMINATO (4ª Puntata) |
| 5          | Valentin     | N.D.       |            |            | N.D.                   |                        |                        | ELIMINATO (2ª Puntata) | ELIMINATO (2ª Puntata) | ELIMINATO (2ª Puntata) | ELIMINATO (2ª Puntata) | ELIMINATO (2ª Puntata) | ELIMINATO (2ª Puntata) | ELIMINATO (2ª Puntata) | ELIMINATO (2ª Puntata) | ELIMINATO (2ª Puntata) | ELIMINATO (2ª Puntata) | ELIMINATO (2ª Puntata) | ELIMINATO (2ª Puntata) |
| 6          | Josè         |            | N.D.       |            | ELIMINATO (1ª Puntata) | ELIMINATO (1ª Puntata) | ELIMINATO (1ª Puntata) | ELIMINATO (1ª Puntata) | ELIMINATO (1ª Puntata) | ELIMINATO (1ª Puntata) | ELIMINATO (1ª Puntata) | ELIMINATO (1ª Puntata) | ELIMINATO (1ª Puntata) | ELIMINATO (1ª Puntata) | ELIMINATO (1ª Puntata) | ELIMINATO (1ª Puntata) | ELIMINATO (1ª Puntata) | ELIMINATO (1ª Puntata) | ELIMINATO (1ª Puntata) |

#### Podio
|           |          |    |  |          |
|           |          |    |  | 4º       |
|           | Giuseppe |    |  | Jonathan |
| Francesca | Giuseppe |    |  |          |
| 1º        | Nunzio   |    |  |          |
| 1º        | Nunzio   | 2º |  |          |
| 1º        | 3º       |    |  |          |

### BIG
Legenda:

 Votato dalla giuria tecnica

 Votato dall'orchestra

 Votato dal televoto

     Va al ballottaggio

     Vince la sfida

     Eliminato/a provvisoriamente

     Vince la Golden Share

     Ripescato

     Eliminato/a definitivamente

     Finalista / Accede alla finale

     Vincitore/Vantaggio

|                   |                   | 31/03      | 31/03      | 31/03      | 31/03      | 07/04      | 07/04      | 07/04      | 07/04      | 14/04      | 14/04      | 14/04      | 21/04                  | 21/04                  | 21/04                  | 21/04                  | 21/04                  | 28/04                  | 28/04                  | 28/04                  | 28/04                  | 28/04                  | 05/05                  | 05/05                  | 05/05                  | 05/05                  | 12/05                  | 12/05                  | 12/05                  | 18/05                  | 18/05                  | 18/05                  | 19/05                  | 19/05                  | 19/05                  | 19/05                  |
| 1ª PUNTATA        | 1ª PUNTATA        | 1ª PUNTATA | 1ª PUNTATA | 2ª PUNTATA | 2ª PUNTATA | 2ª PUNTATA | 2ª PUNTATA | 3ª PUNTATA | 3ª PUNTATA | 3ª PUNTATA | 4ª PUNTATA | 4ª PUNTATA | 4ª PUNTATA             | 4ª PUNTATA             | 4ª PUNTATA             | 5ª PUNTATA             | 5ª PUNTATA             | 5ª PUNTATA             | 5ª PUNTATA             | 5ª PUNTATA             | 6ª PUNTATA             | 6ª PUNTATA             | 6ª PUNTATA             | 6ª PUNTATA             | 7ª PUNTATA             | 7ª PUNTATA             | 7ª PUNTATA             | SEMIFINALE             | SEMIFINALE             | SEMIFINALE             | FINALE                 | FINALE                 | FINALE                 | FINALE                 |                        |                        |
| Organo giudicante | Organo giudicante |            |            |            |            |            |            |            |            |            |            |            |                        |                        |                        |                        |                        |                        |                        |                        |                        |                        |                        |                        |                        |                        |                        |                        |                        |                        |                        |                        |                        |                        |                        |                        |
| ----------------- | ----------------- | ---------- | ---------- | ---------- | ---------- | ---------- | ---------- | ---------- | ---------- | ---------- | ---------- | ---------- | ---------------------- | ---------------------- | ---------------------- | ---------------------- | ---------------------- | ---------------------- | ---------------------- | ---------------------- | ---------------------- | ---------------------- | ---------------------- | ---------------------- | ---------------------- | ---------------------- | ---------------------- | ---------------------- | ---------------------- | ---------------------- | ---------------------- | ---------------------- | ---------------------- | ---------------------- | ---------------------- | ---------------------- |
| 1                 | Alessandra        | 2          | N.D.       | 1          | N.D.       | 1          | N.D.       | 2          | N.D.       | 1          | N.D.       | N.D.       | 2                      |                        | N.D.                   | N.D.                   | N.D.                   | 3                      |                        | N.D.                   | N.D.                   | N.D.                   | 1                      | N.D.                   | N.D.                   | N.D.                   | 3                      | 2                      | N.D.                   |                        |                        | N.D.                   | N.D.                   | N.D.                   | 1°                     | VINCITRICE             |
| 2                 | Emma              | 3          | N.D.       | 2          | N.D.       | 3          | N.D.       | 1          | N.D.       | 2          | N.D.       | N.D.       | 5                      | N.D.                   |                        | N.D.                   | N.D.                   | 2                      | N.D.                   |                        | N.D.                   | N.D.                   | 2                      | N.D.                   | N.D.                   | N.D.                   | 6                      | N.D.                   |                        |                        |                        | 2                      | N.D.                   |                        | 2°                     | SECONDA                |
| 3                 | Marco             | 7          | N.D.       | 6          |            | 4          | N.D.       | 6          | N.D.       | 5          | N.D.       | N.D.       | 1                      |                        | N.D.                   | N.D.                   | 2                      | 1                      |                        | N.D.                   |                        | N.D.                   | 4                      |                        | 1                      | N.D.                   | 1                      | 1                      | N.D.                   |                        | N.D.                   | 1                      |                        |                        | TERZO                  | TERZO                  |
| 4                 | Annalisa          | 5          | N.D.       | 3          | N.D.       | 2          | N.D.       | 3          | N.D.       | 3          |            | 2          | 6                      | N.D.                   | N.D.                   |                        | N.D.                   | 5                      | N.D.                   | N.D.                   | N.D.                   |                        |                        |                        | N.D.                   | N.D.                   | 5                      | 4                      | N.D.                   |                        |                        | 3                      |                        | QUARTA                 | QUARTA                 | QUARTA                 |
| 5                 | Antonino          | 4          | N.D.       | 7          | N.D.       | 6          |            | 4          |            |            |            | 3          | 7                      |                        |                        |                        |                        |                        |                        |                        |                        |                        |                        |                        | 2                      |                        | 2                      | 3                      | N.D.                   |                        | N.D.                   | 4                      | ELIMINATO (Semifinale) | ELIMINATO (Semifinale) | ELIMINATO (Semifinale) | ELIMINATO (Semifinale) |
| 6                 | Pierdavide        | 6          | N.D.       | 4          | N.D.       | 5          | N.D.       | 5          |            | 4          |            | N.D.       | 3                      | N.D.                   |                        | N.D.                   | 1                      | 4                      | N.D.                   |                        |                        |                        | 3                      | N.D.                   | N.D.                   | N.D.                   | 4                      | 5                      |                        | ELIMINATO (7ª puntata) | ELIMINATO (7ª puntata) | ELIMINATO (7ª puntata) | ELIMINATO (7ª puntata) | ELIMINATO (7ª puntata) | ELIMINATO (7ª puntata) | ELIMINATO (7ª puntata) |
| 7                 | Valerio           | 9          |            | 8          |            |            |            |            |            |            |            | 1          | 4                      | N.D.                   | N.D.                   |                        | 3                      |                        |                        |                        |                        |                        |                        |                        | 3                      |                        | ELIMINATO (6ª puntata) | ELIMINATO (6ª puntata) | ELIMINATO (6ª puntata) | ELIMINATO (6ª puntata) | ELIMINATO (6ª puntata) | ELIMINATO (6ª puntata) | ELIMINATO (6ª puntata) | ELIMINATO (6ª puntata) | ELIMINATO (6ª puntata) | ELIMINATO (6ª puntata) |
| 8                 | Karima            | 1          | N.D.       | 5          | N.D.       | 7          |            |            |            |            |            | 5          | ELIMINATA (3ª Puntata) | ELIMINATA (3ª Puntata) | ELIMINATA (3ª Puntata) | ELIMINATA (3ª Puntata) | ELIMINATA (3ª Puntata) | ELIMINATA (3ª Puntata) | ELIMINATA (3ª Puntata) | ELIMINATA (3ª Puntata) | ELIMINATA (3ª Puntata) | ELIMINATA (3ª Puntata) | ELIMINATA (3ª Puntata) | ELIMINATA (3ª Puntata) | ELIMINATA (3ª Puntata) | ELIMINATA (3ª Puntata) | ELIMINATA (3ª Puntata) | ELIMINATA (3ª Puntata) | ELIMINATA (3ª Puntata) | ELIMINATA (3ª Puntata) | ELIMINATA (3ª Puntata) | ELIMINATA (3ª Puntata) | ELIMINATA (3ª Puntata) | ELIMINATA (3ª Puntata) | ELIMINATA (3ª Puntata) | ELIMINATA (3ª Puntata) |
| 9                 | Virginio          | 8          |            |            |            |            |            |            |            |            |            | 4          | ELIMINATO (3ª Puntata) | ELIMINATO (3ª Puntata) | ELIMINATO (3ª Puntata) | ELIMINATO (3ª Puntata) | ELIMINATO (3ª Puntata) | ELIMINATO (3ª Puntata) | ELIMINATO (3ª Puntata) | ELIMINATO (3ª Puntata) | ELIMINATO (3ª Puntata) | ELIMINATO (3ª Puntata) | ELIMINATO (3ª Puntata) | ELIMINATO (3ª Puntata) | ELIMINATO (3ª Puntata) | ELIMINATO (3ª Puntata) | ELIMINATO (3ª Puntata) | ELIMINATO (3ª Puntata) | ELIMINATO (3ª Puntata) | ELIMINATO (3ª Puntata) | ELIMINATO (3ª Puntata) | ELIMINATO (3ª Puntata) | ELIMINATO (3ª Puntata) | ELIMINATO (3ª Puntata) | ELIMINATO (3ª Puntata) | ELIMINATO (3ª Puntata) |

#### Podio
|              |                    |    |  |          |
|              |                    |    |  | 4º       |
|              | Alessandra Amoroso |    |  | Annalisa |
| Emma Marrone | Alessandra Amoroso |    |  |          |
| 1º           | Marco Carta        |    |  |          |
| 1º           | Marco Carta        | 2º |  |          |
| 1º           | 3º                 |    |  |          |

## Tabellone delle esibizioni e delle sfide

### 1ª Puntata

#### Canto

##### Prima sfida
La prima sfida è giudicata dalla Giuria Ospite, rappresentata da Grazia Di Michele.
| PROVA    | GERARDO              | OTTAVIO              |
| -------- | -------------------- | -------------------- |
| I        | Comparata CANTO Love | Comparata CANTO Love |
| II       | Un'estate fa         | Mack the Knife       |
| VITTORIA | GERARDO              | OTTAVIO              |

##### Seconda sfida
La seconda sfida è giudicata dalla Giuria Tecnica, rappresentata da Rudy Zerbi.
| PROVA    | STEFANO | FRANCESCA M. |
| -------- | ------- | ------------ |
| I        | Rosso   | Get here     |
| VITTORIA | STEFANO | FRANCESCA M. |

##### Ballottaggio
Il risultato del ballottaggio è stabilito dal televoto.
| PROVA    | FRANCESCA M.                   | OTTAVIO          |
| -------- | ------------------------------ | ---------------- |
| I        | I'll never love this way again | All night long   |
| VITTORIA | OTTAVIO 65%                    | FRANCESCA M. 35% |

#### Ballo

##### Prima sfida
La prima sfida è giudicata dalla Giuria Tecnica, rappresentata da Alessandra Celentano.
| PROVA    | JOSÈ                 | GIUSEPPE             |
| -------- | -------------------- | -------------------- |
| I        | El choclo            | Improvvisazione Papi |
| II       | 16 giri alla seconda | Mix Katy Perry       |
| VITTORIA | GIUSEPPE             | JOSÈ                 |

##### Seconda sfida
La seconda sfida è giudicata dalla Giuria Tecnica, rappresentata da Garrison Rochelle.
| PROVA    | FRANCESCA D.                                      | VALENTIN                                          |
| -------- | ------------------------------------------------- | ------------------------------------------------- |
| I        | Comparata BALLO - Variazione Il cigno nero - Coda | Comparata BALLO - Variazione Il cigno nero - Coda |
| VITTORIA | FRANCESCA D.                                      | VALENTIN                                          |

##### Ballottaggio
Il risultato del ballottaggio è stabilito dal televoto.
| PROVA    | JOSÈ                                                 | VALENTIN                                             |
| -------- | ---------------------------------------------------- | ---------------------------------------------------- |
| I        | Comparata BALLO - Variazione Lo schiaccianoci - Coda | Comparata BALLO - Variazione Lo schiaccianoci - Coda |
| VITTORIA | VALENTIN 51%                                         | JOSÈ 49%                                             |

#### BIG

##### Prima manche
La prima manche è giudicata dall'orchestra.
| Ordine di esibizione | Artista    | Esibizione             | Classifica | Esito              |
| -------------------- | ---------- | ---------------------- | ---------- | ------------------ |
| 6                    | Karima     | Medley Whitney Houston | 1ª         | Salva              |
| 9                    | Alessandra | Medley Aretha Franklin | 2ª         | Salva              |
| 4                    | Emma       | Lei                    | 3ª         | Salva              |
| 7                    | Antonino   | Imagine                | 4°         | Salvo              |
| 5                    | Annalisa   | It's oh so quiet       | 5ª         | Salva              |
| 3                    | Pierdavide | Vecchio Frack          | 6°         | Salvo              |
| 1                    | Marco      | Io che amo solo te     | 7°         | Salvo              |
| 2                    | Virginio   | Viva la vida           | 8°         | Va al ballottaggio |
| 8                    | Valerio    | Dicintucellu vuje      | 9°         | Va al ballottaggio |

##### Ballottaggio
Il risultato del ballottaggio è stabilito dal televoto.
| PROVA    | VALERIO     | VIRGINIO     |
| -------- | ----------- | ------------ |
| I        | Amami       | Alice        |
| VITTORIA | VALERIO 64% | VIRGINIO 36% |

##### Seconda sfida
La seconda sfida è giudicata dalla Giuria Tecnica.
| Ordine di esibizione | Artista    | Brano                    | Classifica | Esito                 |
| -------------------- | ---------- | ------------------------ | ---------- | --------------------- |
| 8                    | Alessandra | Ti aspetto               | 1ª         | Salva                 |
| 1                    | Emma       | Non è l'inferno          | 2ª         | Salva                 |
| 2                    | Annalisa   | Senza riserva            | 3ª         | Salva                 |
| 3                    | Pierdavide | Nanì                     | 4°         | Salvo                 |
| 5                    | Antonino   | Medley                   | 5°         | Vince la Golden Share |
| 4                    | Karima     | Come in ogni ora         | 6ª         | Salva                 |
| 7                    | Marco      | Mi hai guardato per caso | 7°         | Va al ballottaggio    |
| 6                    | Valerio    | Amami                    | 8°         | Va al ballottaggio    |

##### Ballottaggio
Il risultato del ballottaggio è stabilito dal televoto.
| PROVA    | MARCO     | VALERIO     |
| -------- | --------- | ----------- |
| N.D.     | [ 1 ]     | [ 1 ]       |
| VITTORIA | MARCO 62% | VALERIO 38% |

### 2ª Puntata

#### Canto

##### Prima sfida
La prima sfida è giudicata dalla Giuria Ospite, rappresentata da Mara Maionchi.
| PROVA    | CARLO A.                             | CLAUDIA                              |
| -------- | ------------------------------------ | ------------------------------------ |
| I        | Comparata CANTO You can't hurry love | Comparata CANTO You can't hurry love |
| II       | Sign you name                        | Dimmi che non vuoi morire            |
| VITTORIA | CLAUDIA                              | CARLO A.                             |

##### Seconda sfida
La seconda sfida è giudicata dalla Giuria Tecnica, rappresentata da Rudy Zerbi.
| PROVA    | STEFANO   | VALERIA             |
| -------- | --------- | ------------------- |
| I        | Pescatore | La prima cosa bella |
| VITTORIA | VALERIA   | STEFANO             |

##### Ballottaggio
Il risultato del ballottaggio è stabilito dal televoto.
| PROVA    | CARLO A.     | STEFANO     |
| -------- | ------------ | ----------- |
| I        | Listen       | Compromesso |
| VITTORIA | CARLO A. 60% | STEFANO 40% |

#### Ballo

##### Prima sfida
La prima sfida è giudicata dalla Giuria Ospite, rappresentata da Alessandra Celentano.
| PROVA    | JONATHAN                          | GIUSEPPE                          |
| -------- | --------------------------------- | --------------------------------- |
| I        | Comparata BALLO Party rock Anthem | Comparata BALLO Party rock Anthem |
| II       | Mix                               | Circus                            |
| VITTORIA | GIUSEPPE                          | JONATHAN                          |

##### Seconda sfida
La seconda sfida è giudicata dalla Giuria Tecnica, rappresentata da Garrison Rochelle.
| PROVA    | NUNZIO                         | VALENTIN                       |
| -------- | ------------------------------ | ------------------------------ |
| I        | Comparata BALLO Cheek to cheek | Comparata BALLO Cheek to cheek |
| VITTORIA | NUNZIO                         | VALENTIN                       |

##### Ballottaggio
Il risultato del ballottaggio è stabilito dal televoto.
| PROVA    | JONATHAN          | VALENTIN |
| -------- | ----------------- | -------- |
| I        | Levels            | Crash    |
| VITTORIA | JONATHAN (84,26%) | VALENTIN |

#### BIG

##### Prima manche
La prima manche è giudicata dalla Giuria Tecnica.
| Ordine di esibizione | Artista    | Brano                       | Classifica | Esito              |
| -------------------- | ---------- | --------------------------- | ---------- | ------------------ |
| 7                    | Alessandra | If you don't know me by now | 1ª         | Salva              |
| 4                    | Annalisa   | Nothing compares to you     | 2ª         | Salva              |
| 1                    | Emma       | Guarda che luna             | 3ª         | Salva              |
| 6                    | Marco      | Meravigliosa creatura       | 4°         | Salvo              |
| 3                    | Pierdavide | Mi sono innamorato di te    | 5°         | Salvo              |
| 5                    | Antonio    | On Broadway                 | 6°         | Va al ballottaggio |
| 2                    | Karima     | O que sera, que sera        | 7ª         | Va al ballottaggio |

##### Ballottaggio
Il risultato del ballottaggio è stabilito dal televoto.
| PROVA    | ANTONINO     | KARIMA         |
| -------- | ------------ | -------------- |
| I        | Ritornerà    | Just walk away |
| VITTORIA | ANTONINO 56% | KARIMA 44%     |

##### Seconda manche
La seconda manche è giudicata dall'orchestra.
| Ordine di esibizione | Artista    | Brano                    | Classifica | Esito                 |
| -------------------- | ---------- | ------------------------ | ---------- | --------------------- |
| 1                    | Emma       | Cercavo amore            | 1ª         | Salva                 |
| 6                    | Alessandra | È vero che vuoi restare  | 2ª         | Salva                 |
| 3                    | Annalisa   | Senza riserva            | 3ª         | Salva                 |
| 5                    | Marco      | Mi hai guardato per caso | 4°         | Vince la Golden Share |
| 4                    | Antonino   | Pioggia cadrà            | 5°         | Va al ballottaggio    |
| 2                    | Pierdavide | Basta così               | 6°         | Va al ballottaggio    |

##### Ballottaggio
Il risultato del ballottaggio è stabilito dal televoto.
| PROVA    | PIERDAVIDE     | ANTONINO      |
| -------- | -------------- | ------------- |
| I        | Basta così     | Pioggia cadrà |
| VITTORIA | PIERDAVIDE 58% | ANTONINO 42%  |

### 3ª Puntata

#### Canto

##### Prima sfida
La prima sfida è giudicata dalla Giuria Tecnica, rappresentata da Rudy Zerbi.
| PROVA    | CARLO A.                           | OTTAVIO                            |
| -------- | ---------------------------------- | ---------------------------------- |
| I        | Comparata CANTO New York, New York | Comparata CANTO New York, New York |
| II       | Overjoyed                          | Fever                              |
| VITTORIA | CARLO A.                           | OTTAVIO                            |

##### Seconda sfida
La seconda sfida è giudicata dalla Giuria Tecnica, rappresentata da Grazia Di Michele.
| PROVA    | GERARDO                        | MARCO                          |
| -------- | ------------------------------ | ------------------------------ |
| I        | Comparata CANTO Pezzi di vetro | Comparata CANTO Pezzi di vetro |
| II       | Il mio canto libero            | Charriot                       |
| III      | Sei                            | The sun is here with me        |
| VITTORIA | GERARDO                        | MARCO                          |

##### Ballottaggio
Il risultato del ballottaggio è stabilito dal televoto.
| PROVA    | MARCO            | OTTAVIO     |
| -------- | ---------------- | ----------- |
| I        | Hotel California | That's life |
| VITTORIA | OTTAVIO 62%      | MARCO 38%   |

#### Ballo

##### Prima sfida
La prima sfida è giudicata dalla Giuria Tecnica, rappresentata da Garrison Rochelle.
| PROVA    | FRANCESCA                   | JONATHAN |
| -------- | --------------------------- | -------- |
| I        | Variazione Esmeralda - Coda | Medley   |
| VITTORIA | FRANCESCA                   | JONATHAN |

##### Seconda sfida
La seconda sfida è giudicata dalla Giuria Ospite, rappresentata da Alessandra Celentano.
| PROVA    | FRANCESCA                | NUNZIO                   |
| -------- | ------------------------ | ------------------------ |
| I        | Comparata BALLO El verbo | Comparata BALLO El verbo |
| VITTORIA | FRANCESCA                | NUNZIO                   |

##### Ballottaggio
Il risultato del ballottaggio è stabilito dalla Giuria Ospite, rappresentata da Alessandra Celentano.
| PROVA    | NUNZIO                                       | JONATHAN                                     |
| -------- | -------------------------------------------- | -------------------------------------------- |
| I        | Comparata BALLO Somebody that I used to know | Comparata BALLO Somebody that I used to know |
| II       | Fix you                                      | Manamanà                                     |
| VITTORIA | NUNZIO                                       | JONATHAN                                     |

#### BIG

##### Prima manche
La prima manchie è giudicata dalla Giuria Tecnica e dall'Orchestra.
| Ordine di esibizione | Artista    | Brano                 | Classifica | Esito                 |
| -------------------- | ---------- | --------------------- | ---------- | --------------------- |
| 5                    | Alessandra | Get the party started | 1ª         | Salva                 |
| 3                    | Emma       | Come together         | 2ª         | Salva                 |
| 2                    | Marco      | Si tu non vuelves     | 3°         | Vince la Golden Share |
| 4                    | Annalisa   | Ma che freddo fa      | 4ª         | Va al ballottaggio    |
| 1                    | Pierdavide | Ci vuole un fiore     | 5°         | Va al ballottaggio    |

##### Ballottaggio
Il risultato del ballottaggio è stabilito dal televoto.
| PROVA    | ANNALISA         | PIERDAVIDE   |
| -------- | ---------------- | ------------ |
| I        | Senza riserva    | Basta così   |
| VITTORIA | PIERDAVIDE (54%) | ANNALISA 46% |

##### Ripescaggio
Il risultato del ripescaggio è stabilito dal televoto.
| Ordine di esibizione | Artista  | Brano                    | %     | Esito     |
| -------------------- | -------- | ------------------------ | ----- | --------- |
| 5                    | Valerio  | Amami                    | 25,69 | Ripescato |
| 4                    | Annalisa | Senza riserva            | 23,04 | Ripescata |
| 2                    | Antonino | Ritornerà                | 20,65 | Ripescato |
| 3                    | Virginio | Alice                    | 16,39 | Eliminato |
| 1                    | Karima   | I've got my mind made up | 14,24 | Eliminata |

### 4ª Puntata

#### Canto

##### Prima sfida
La prima sfida è giudicata dalla Giuria Tecnica, rappresentata da Grazia Di Michele.
| PROVA    | GERARDO        | VALERIA         |
| -------- | -------------- | --------------- |
| I        | Father and son | Musica Musica   |
| II       | Rimmel         | Baciami piccina |
| VITTORIA | GERARDO        | VALERIA         |

##### Seconda sfida
La seconda sfida è giudicata dalla Giuria Tecnica, rappresentata da Rudy Zerbi.
| PROVA    | CLAUDIA                         | OTTAVIO                    |
| -------- | ------------------------------- | -------------------------- |
| I        | Just I want to make love to you | Spiderman                  |
| II       | Comparata CANTO Ritornerai      | Comparata CANTO Ritornerai |
| III      | Sei                             | The sun is here with me    |
| VITTORIA | CLAUDIA                         | OTTAVIO                    |

##### Ballottaggio
Il ballottaggio è giudicato dalla Giuria Tecnica, rappresentata da Rudy Zerbi.
| PROVA    | VALERIA                                    | OTTAVIO                                    |
| -------- | ------------------------------------------ | ------------------------------------------ |
| I        | Comparata CANTO Can't take my eyes off you | Comparata CANTO Can't take my eyes off you |
| VITTORIA | OTTAVIO                                    | VALERIA                                    |

#### Ballo

##### Prima sfida
La prima sfida è giudicata dalla Giuria Tecnica, rappresentata da Luciano Cannito.
| PROVA    | NUNZIO   | GIUSEPPE |
| -------- | -------- | -------- |
| I        | New York | ???      |
| II       | Mix      | Circus   |
| VITTORIA | NUNZIO   | GIUSEPPE |

##### Ballottaggio
Il risultato del ballottaggio è stabilito dal televoto.
| PROVA    | JONATHAN                       | GIUSEPPE                       |
| -------- | ------------------------------ | ------------------------------ |
| I        | Comparata BALLO Rock that boat | Comparata BALLO Rock that boat |
| VITTORIA | GIUSEPPE 54%                   | JONATHAN 46%                   |

#### BIG

##### Prima manche
La prima manche è giudicata dal televoto.
| Ordine di esibizione | Artista    | Brano                     | %     | Esito                  |
| -------------------- | ---------- | ------------------------- | ----- | ---------------------- |
| 4                    | Marco      | E penso a te              | 24,31 | Salvo                  |
| 3                    | Alessandra | When a man loves a woman  | 15,47 | Salva                  |
| 5                    | Pierdavide | L'anno che verrà          | 14,22 | Salvo                  |
| 2                    | Valerio    | Total eclipse of my heart | 13,47 | Salvo                  |
| 1                    | Emma       | Nel blu dipinto di blu    | 12,65 | Salva                  |
| 6                    | Annalisa   | Why                       | 11,53 | Salva                  |
| 7                    | Antonino   | Almeno tu nell'universo   | 8,34  | A rischio eliminazione |

##### Sfide
A questo punto si svolgono le sfide tra coloro che si sono salvati, giudicate dalla Giuria Tecnica.
| PROVA    | ALESSANDRA | MARCO        |
| -------- | ---------- | ------------ |
| I        | Immobile   | La forza mia |
| VITTORIA | ALESSANDRA | MARCO        |

| PROVA    | EMMA   | PIERDAVIDE |
| -------- | ------ | ---------- |
| I        | Calore | Di notte   |
| VITTORIA | EMMA   | PIERDAVIDE |

| PROVA    | VALERIO                   | ANNALISA                |
| -------- | ------------------------- | ----------------------- |
| I        | Per tutte le volte che... | Diamante lei e luce lui |
| VITTORIA | ANNALISA                  | VALERIO                 |

###### Ballottaggio
Il risultato del ballottaggio è stabilito dal televoto.
| Ordine di esibizione | Artista    | Brano                     | %     | Esito                  |
| -------------------- | ---------- | ------------------------- | ----- | ---------------------- |
| 3                    | Pierdavide | Basta così                | 42,25 | Salvo                  |
| 1                    | Marco      | Mi hai guardato per caso' | 37,75 | Salvo                  |
| 2                    | Valerio    | Liberamente               | 20,00 | A rischio eliminazione |

### 5ª Puntata

#### Prima sfida
La prima sfida è giudicata dalla Giuria Tecnica, rappresentata da Rudy Zerbi.
| PROVA    | GERARDO                                | CARLO A.                               |
| -------- | -------------------------------------- | -------------------------------------- |
| I        | A te                                   | I'm yours                              |
| II       | Comparata CANTO What a wonderful world | Comparata CANTO What a wonderful world |
| VITTORIA | GERARDO                                | CARLO A.                               |

#### Ballottaggio
Il risultato del ballottaggio è stabilito dal televoto.
| PROVA    | VALERIA               | CARLO A.              |
| -------- | --------------------- | --------------------- |
| I        | Comparata CANTO A chi | Comparata CANTO A chi |
| II       | Sway                  | Faith                 |
| VITTORIA | CARLO A. 60%          | VALERIA 40%           |

#### Ballo

##### Prima sfida
La prima sfida è giudicata dalla Giuria Tecnica, rappresentata da Alessandra Celentano.
| PROVA    | GIUSEPPE                              | FRANCESCA                             |
| -------- | ------------------------------------- | ------------------------------------- |
| I        | S&M                                   | Nah neh neh                           |
| II       | Comparata BALLO Se io fossi un angelo | Comparata BALLO Se io fossi un angelo |
| VITTORIA | FRANCESCA                             | GIUSEPPE                              |

##### Seconda sfida
La seconda sfida è giudicata dalla Giuria Tecnica, rappresentata da Luciano Cannito.
| PROVA    | FRANCESCA             | NUNZIO  |
| -------- | --------------------- | ------- |
| I        | Variazione Cigno Nero | Secrets |
| VITTORIA | FRANCESCA             | NUNZIO  |

##### Ballottaggio
Il ballottaggio è giudicato dalla Giuria Tecnica, rappresentata da Alessandra Celentano.
| PROVA    | NUNZIO                         | GIUSEPPE                       |
| -------- | ------------------------------ | ------------------------------ |
| I        | Comparata BALLO Sing sing sing | Comparata BALLO Sing sing sing |
| VITTORIA | GIUSEPPE                       | NUNZIO                         |

#### BIG

##### Prima manche
La prima manche è giudicata dal televoto.
| Ordine di esibizione | Artista    | Brano             | %     | Esito              |
| -------------------- | ---------- | ----------------- | ----- | ------------------ |
| 2                    | Marco      | Alta marea        | 25,77 | Salvo              |
| 1                    | Emma       | Bella senz'anima  | 25,58 | Salva              |
| 4                    | Alessandra | A natural woman   | 18,87 | Salva              |
| 5                    | Pierdavide | Bohemian Rhapsody | 15,94 | Salvo              |
| 3                    | Annalisa   | It's my party     | 13,84 | Va al ballottaggio |

##### Sfide
| PROVA    | ALESSANDRA | MARCO                  |
| -------- | ---------- | ---------------------- |
| I        | Stupida    | Dentro ad ogni brivido |
| VITTORIA | ALESSANDRA | MARCO                  |

| PROVA    | EMMA     | PIERDAVIDE               |
| -------- | -------- | ------------------------ |
| I        | Arriverà | La ballata dell'ospedale |
| VITTORIA | EMMA     | PIERDAVIDE               |

###### Ballottaggio
Il risultato del ballottaggio è stabilito dalla Giuria Tecnica.
| PROVA    | MARCO | PIERDAVIDE |
| -------- | ----- | ---------- |
| N.D.     | [ 1 ] | [ 1 ]      |
| VITTORIA | MARCO | PIERDAVIDE |

##### Ballottaggio
Il risultato del ballottaggio è stabilito dal televoto.
| PROVA    | ANNALISA       | PIERDAVIDE   |
| -------- | -------------- | ------------ |
| I        | Senza riserva  | Basta così   |
| VITTORIA | PIERDAVIDE 60% | ANNALISA 40% |

### Canto

#### Prima sfida
La prima sfida è giudicata dalla Giuria Tecnica, rappresentata da Grazia Di Michele.
| PROVA    | GERARDO                         | CLAUDIA                         |
| -------- | ------------------------------- | ------------------------------- |
| I        | Certe notti                     | Everybody needs somebody        |
| II       | Comparata CANTO Io che non vivo | Comparata CANTO Io che non vivo |
| VITTORIA | GERARDO                         | CLAUDIA                         |

#### Seconda sfida
La seconda sfida è giudicata dalla Giuria Tecnica, rappresentata da Mara Maionchi.
| PROVA    | CARLO A.                        | OTTAVIO                         |
| -------- | ------------------------------- | ------------------------------- |
| I        | Comparata CANTO Perdere l'amore | Comparata CANTO Perdere l'amore |
| II       | Valery                          | Meglio stasera                  |
| VITTORIA | CARLO A.                        | OTTAVIO                         |

#### Ballottaggio
Il risultato del ballottaggio è stabilito dalla Giuria Ospite, rappresentata da Rudy Zerbi.
| PROVA    | CLAUDIA    | OTTAVIO                         |
| -------- | ---------- | ------------------------------- |
| I        | Summertime | You are the sunshine of my life |
| VITTORIA | OTTAVIO    | CLAUDIA                         |

#### Semifinale Ballo

##### Prima sfida
La prima sfida, che decreterà il primo finalista, è giudicata dalla Giuria Tecnica e Ospite.
| PROVA    | FRANCESCA | GIUSEPPE |
| -------- | --------- | -------- |
| I        | Classico  | Hip hop  |
| II       | En Orsai  | ???      |
| VITTORIA | FRANCESCA | GIUSEPPE |

##### Ballottaggio
Il ballottaggio per decretare il secondo finalista è giudicato dal televoto.
| PROVA    | NUNZIO                          | GIUSEPPE                        |
| -------- | ------------------------------- | ------------------------------- |
| I        | Comparata BALLO A miracle world | Comparata BALLO A miracle world |
| II       | Every teardrop is a waterfall   | Physical                        |
| VITTORIA | GIUSEPPE 64%                    | NUNZIO 36%                      |

#### BIG

##### Prima manche
La prima manche è giudicata dalla Giuria Tecnica.
| Ordine di esibizione | Artista    | Brano                             | Classifica | Esito                  |
| -------------------- | ---------- | --------------------------------- | ---------- | ---------------------- |
| 3                    | Alessandra | E tu come stai                    | 1ª         | Salva                  |
| 2                    | Emma       | Un senso                          | 2ª         | Salva                  |
| 4                    | Pierdavide | Yesterday                         | 3ª         | Salvo                  |
| 1                    | Marco      | Come se non fosse stato mai amore | 4°         | A rischio eliminazione |

##### Ripescaggio
Il risultato del ripescaggio è stabilito dalla Giuria Tecnica.
| PROVA    | ANNALISA          | ANTONINO          | MARCO             | VALERIO           |
| -------- | ----------------- | ----------------- | ----------------- | ----------------- |
| N.D.     | [ 1 ]             | [ 1 ]             | [ 1 ]             | [ 1 ]             |
| VITTORIA | ANNALISA (62,36%) | ANNALISA (62,36%) | ANNALISA (62,36%) | ANNALISA (62,36%) |

Il risultato del ripescaggio è stabilito dal televoto.
| Ordine di esibizione | Artista                | Brano                | %     | Esito               |
| -------------------- | ---------------------- | -------------------- | ----- | ------------------- |
| 1                    | Marco con Alessandra   | La mia storia con te | 45,57 | Ripescato           |
| 3                    | Antonino con Emma      | Non è l'inferno      | 35,92 | Val al ballottaggio |
| 2                    | Valerio con Pierdavide | Basta così           | 18,51 | Val al ballottaggio |

#### Ripescaggio
Il risultato del ripescaggio è stabilito dal televoto.
| PROVA    | ANTONINO            | VALERIO             |
| -------- | ------------------- | ------------------- |
| I        | Resta ancora un po' | Il sole è contro me |
| VITTORIA | ANTONINO 71%        | VALERIO 29%         |

### 7ª Puntata

#### Semifinale Canto

##### Prima sfida
La prima sfida, che decreterà il primo finalista, è giudicata dalla Giuria Tecnica e Ospite.
| PROVA    | GERARDO      | CARLO A.              | OTTAVIO          |
| -------- | ------------ | --------------------- | ---------------- |
| I        | Anna e Marco | Do you think I'm sexy | It's not unusual |
| VITTORIA | CARLO A.     | CARLO A.              | CARLO A.         |

##### Seconda sfida
La seconda sfida, che decreterà il secondo finalista, è giudicata dalla Giuria Tecnica e Ospite.
| PROVA    | GERARDO | OTTAVIO   |
| -------- | ------- | --------- |
| I        | Sei     | Your song |
| VITTORIA | GERARDO | OTTAVIO   |

##### Ballottaggio
Il ballottaggio per decretare il terzo finalista è giudicato dal televoto.
| PROVA    | CLAUDIA                       | OTTAVIO                       |
| -------- | ----------------------------- | ----------------------------- |
| I        | Comparata CANTO Light my fire | Comparata CANTO Light my fire |
| II       | Con un bacio piccolissimo     | My way                        |
| VITTORIA | OTTAVIO 54%                   | CLAUDIA 46%                   |

#### Finale Ballo
| PROVA     | FRANCESCA              | GIUSEPPE                     | VANTAGGIO     |
| --------- | ---------------------- | ---------------------------- | ------------- |
| I         | Variazione Don Quixote | Black and Gold               | Giuseppe      |
| II        | Pay Phone              | You and I                    | N.D.          |
| III       | Oblivion               | Mash-up How I roll / Push it | N.D.          |
| SECONDA   | FRANCESCA 27%          | FRANCESCA 27%                | FRANCESCA 27% |
| VINCITORE | GIUSEPPE 73%           | GIUSEPPE 73%                 | GIUSEPPE 73%  |

#### BIG

##### Prima manche
La prima manche è giudicata dal televoto.
| Ordine di esibizione | Artista    | Brano                      | %     | Esito                  |
| -------------------- | ---------- | -------------------------- | ----- | ---------------------- |
| 1                    | Marco      | Se stiamo insieme          | 31,94 | Salvo                  |
| 2                    | Antonino   | Hallelujah                 | 18,49 | Salvo                  |
| 4                    | Alessandra | Estranei a partire da ieri | 14,43 | Salva                  |
| 6                    | Pierdavide | Another brick in the wall  | 11,97 | Salvo                  |
| 5                    | Annalisa   | Emozioni                   | 11,69 | Salva                  |
| 3                    | Emma       | Scusa se vado via          | 14,48 | A rischio eliminazione |

##### Seconda manche
La seconda manche è giudicata dal televoto.
| Ordine di esibizione | Artista    | Brano                      | %     | Esito                  |
| -------------------- | ---------- | -------------------------- | ----- | ---------------------- |
| 1                    | Marco      | Ti voglio bene             | 34,91 | Salvo                  |
| 4                    | Alessandra | Ciao                       | 23,13 | Salva                  |
| 2                    | Antonino   | Ritornerà                  | 16,42 | Salvo                  |
| 3                    | Annalisa   | Per una notte o per sempre | 13,09 | Salva                  |
| 5                    | Pierdavide | Tra il male e Dio          | 12,45 | A rischio eliminazione |

##### Ballottaggio
Il ballottaggio è giudicato dalla Giuria Tecnica.
| PROVA    | EMMA                  | PIERDAVIDE |
| -------- | --------------------- | ---------- |
| I        | Maledetto quel giorno | Basta così |
| VITTORIA | EMMA                  | PIERDAVIDE |

### 8ª Puntata

#### Finale Canto
La finale canto si apre con un'esibizione dei tre finalisti con altrettanti ospiti, al termine delle quali la Giuria Tecnica indicherà colui col voto più basso.
| PROVA | CARLO A.                     | GERARDO                                     | OTTAVIO                    |
| ----- | ---------------------------- | ------------------------------------------- | -------------------------- |
| I     | con Alex Britti Oggi sono io | con Roberto Vecchioni Chiamami ancora amore | con Francesco Renga Angelo |
|       | OTTAVIO                      |                                             |                            |

Ottavio decide di sfidare Carlo: la sfida è giudicata dal televoto.
| PROVA    | OTTAVIO                      | CARLO A.                     | VANTAGGIO   |
| -------- | ---------------------------- | ---------------------------- | ----------- |
| I        | Comparata CANTO Hot Stuff    | Comparata CANTO Hot Stuff    | Carlo A.    |
| II       | Lei                          | I believe I can fly          | Carlo A.    |
| III      | Crazy little thing call love | Greatest love of all         | Parità      |
| IV       | Comparata CANTO Meraviglioso | Comparata CANTO Meraviglioso | N.D.        |
| VITTORIA | OTTAVIO 51%                  | OTTAVIO 51%                  | OTTAVIO 51% |
| VITTORIA | CARLO A. 49%                 |                              |             |

##### Finalissima
| PROVA     | OTTAVIO                          | GERARDO                          |
| --------- | -------------------------------- | -------------------------------- |
| I         | Meglio stasera                   | Generale                         |
| II        | Comparata CANTO C'era un ragazzo | Comparata CANTO C'era un ragazzo |
| III       | New York, New York               | Sei                              |
| IV        | Di te ho bisogno                 | Svegliami ad aprile              |
| SECONDO   | OTTAVIO 34%                      | OTTAVIO 34%                      |
| VINCITORE | GERARDO 66%                      | GERARDO 66%                      |

#### Semifinale BIG

##### Prima manche
La prima manche, che decreterà il primo finalista, è giudicata dalla Giuria Tecnica.
| Ordine di esibizione | Artista    | Brano                       | Esito                         |
| -------------------- | ---------- | --------------------------- | ----------------------------- |
| 2                    | Emma       | America                     | Candidata alla finale         |
| 3                    | Annalisa   | It's oh so quiet            | Candidata alla finale         |
| 5                    | Alessandra | If you don't know me by now | Candidata alla finale         |
| 1                    | Marco      | Meravigliosa creatura       | Non accede ancora alla finale |
| 4                    | Antonino   | I won't let you go          | Non accede ancora alla finale |

Le candidate alla finale si sfidano ad uno spareggio per eleggere la prima finalista.
| PROVA    | EMMA       | ANNALISA      | ALESSANDRA |
| -------- | ---------- | ------------- | ---------- |
| I        | Davvero    | Senza riserva | Ciao       |
| VITTORIA | ALESSANDRA | ALESSANDRA    | ALESSANDRA |

##### Seconda manche
La seconda manche, che decreterà gli altri finalisti, è giudicata dal televoto.
| Artista  | Brano                      | %     | Esito              |
| -------- | -------------------------- | ----- | ------------------ |
| Marco    | Mi hai guardato per caso   | 30,09 | Accede alla finale |
| Emma     | Cercavo amore              | 27,17 | Accede alla finale |
| Annalisa | Per una notte o per sempre | 24,41 | Accede alla finale |
| Antonino | Libera quest'anima         | 18,33 | Eliminato          |

### Finale BIG

#### Prima sfida
| PROVA    | MARCO                  | ANNALISA                | VANTAGGIO    |
| -------- | ---------------------- | ----------------------- | ------------ |
| I        | La forza mia           | Questo bellissimo gioco | N.D.         |
| II       | Scusami amore          | Senza riserva           | Marco        |
| III      | E penso a te           | Why                     | Annalisa     |
| IV       | Dentro ad ogni brivido | Non cambiare mai        | N.D.         |
| QUARTA   | ANNALISA 49%           | ANNALISA 49%            | ANNALISA 49% |
| VITTORIA | MARCO 51%              | MARCO 51%               | MARCO 51%    |

#### Seconda sfida
| PROVA    | MARCO                    | EMMA                   | VANTAGGIO |
| -------- | ------------------------ | ---------------------- | --------- |
| I        | Mi hai guardato per caso | Davvero                | N.D.      |
| II       | Ti voglio bene           | Cercavo amore          | Emma      |
| III      | Necessità lunatica       | Tra passione e lacrime | Marco     |
| IV       | Ti sorriderò             | Sarò libera            | Emma      |
| TERZO    | MARCO 48%                | MARCO 48%              | MARCO 48% |
| VITTORIA | EMMA 52%                 | EMMA 52%               | EMMA 52%  |

#### Finalissima
| PROVA      | ALESSANDRA                 | EMMA                  | VANTAGGIO      |
| ---------- | -------------------------- | --------------------- | -------------- |
| I          | Stupida                    | Arriverà              | N.D.           |
| II         | Niente                     | Cullami               | Emma           |
| III        | Estranei a partire da ieri | Non è l'inferno       | N.D.           |
| IV         | Immobile                   | Calore                | N.D.           |
| V          | Ciao                       | Io son per te l'amore | N.D.           |
| SECONDA    | EMMA 48%                   | EMMA 48%              | EMMA 48%       |
| VINCITRICE | ALESSANDRA 52%             | ALESSANDRA 52%        | ALESSANDRA 52% |

## Giuria tecnica e Commissione della Critica
Le Giurie Tecniche sono composte da 7 elementi per il canto e 7 per la danza (questi ultimi presenti le prime sei puntate).

Nelle ultime due puntate si aggiungono alla Giuria Tecnica di Canto altri 7 elementi formando così la commissione che assegna tra i finalisti i premi della critica del valore di € 50.000 ciascuno (uno per il circuito allievi canto e uno per il circuito big).

Vi si alternano:
| Andrea Laffranchi   | Corriere della Sera   |  |  |  |  |  |  |  |  |  |
| Luca Dondoni        | La Stampa             |  |  |  |  |  |  |  |  |  |
| Franco Zanetti      | Rockol.it             |  |  |  |  |  |  |  |  |  |
| Paolo Giordano      | Il Giornale           |  |  |  |  |  |  |  |  |  |
| Romano Musumarra    | produttore            |  |  |  |  |  |  |  |  |  |
| Mauro Coruzzi       | Deejay TV / Di Più TV |  |  |  |  |  |  |  |  |  |
| Marta Cagnola       | Radio 24              |  |  |  |  |  |  |  |  |  |
| Andrea Conti        | TGcom24               |  |  |  |  |  |  |  |  |  |
| Marco Mangiarotti   | QN/Il Giorno          |  |  |  |  |  |  |  |  |  |
| Antonella Nesi      | Adnkronos             |  |  |  |  |  |  |  |  |  |
| Elisabetta Malvagna | Ansa                  |  |  |  |  |  |  |  |  |  |
| Alessandra Menzani  | Libero                |  |  |  |  |  |  |  |  |  |
| Daniela Adami       | L'Arena               |  |  |  |  |  |  |  |  |  |
| Stefano Mannucci    | Il Tempo              |  |  |  |  |  |  |  |  |  |
| Carlo Angioni       | Gazzetta dello Sport  |  |  |  |  |  |  |  |  |  |
| Roberto Brunelli    | L’Unità               |  |  |  |  |  |  |  |  |  |

| Lara Martelli       | coreografa               |  |  |  |  |  |  |  |  |  |
| Francesca Bernabini | Danza sì                 |  |  |  |  |  |  |  |  |  |
| Sara Zuccari        | Giornale della danza.com |  |  |  |  |  |  |  |  |  |
| Annamaria Prina     | didatta e coreografa     |  |  |  |  |  |  |  |  |  |
| Antonio Gnecchi     | produttore teatrale      |  |  |  |  |  |  |  |  |  |
| Mauro Mosconi       | coreografo               |  |  |  |  |  |  |  |  |  |
| Stéphane Fournial   | 6 Prime                  |  |  |  |  |  |  |  |  |  |
| Roberto Fascilla    | Premio MAB               |  |  |  |  |  |  |  |  |  |
| Michele Merola      | coreografo               |  |  |  |  |  |  |  |  |  |
| Camillo Lauricella  | coreografo               |  |  |  |  |  |  |  |  |  |

## Giuria esterna
| Puntata | Messa in onda  | Giudici                                                    |
| ------- | -------------- | ---------------------------------------------------------- |
| 1       | 31 marzo 2012  | Riccardo Scamarcio, Federica Pellegrini, Christian De Sica |
| 2       | 7 aprile 2012  | Simone Annicchiarico, Sharon Stone, Sabrina Ferilli        |
| 3       | 14 aprile 2012 | Claudia Gerini, Miguel Bosé, Fabio Cannavaro               |
| 4       | 21 aprile 2012 | Alessia Marcuzzi, Dustin Hoffman, Claudio Amendola         |
| 5       | 28 aprile 2012 | Gabriel Garko, Enrico Brignano, Sergio Assisi              |
| 6       | 5 maggio 2012  | Gerry Scotti, Geppi Cucciari, Maurizio Costanzo            |
| 7       | 12 maggio 2012 | Paola Perego, Paolo Bonolis, Sophie Marceau                |

## Ospiti
| Puntata         | Messa in onda  | Ospite fisso    | Ospite fisso    | Ospiti            | Ospiti           | Ospiti           | Ospiti              | Ospiti              |
| --------------- | -------------- | --------------- | --------------- | ----------------- | ---------------- | ---------------- | ------------------- | ------------------- |
| 1               | 31 marzo 2012  | Belén Rodríguez | Belén Rodríguez | Charles Aznavour  | Charles Aznavour | Charles Aznavour | Luciana Littizzetto | Luciana Littizzetto |
| 2               | 7 aprile 2012  | Belén Rodríguez | Belén Rodríguez | Toquinho          | Toquinho         | Toquinho         | Luca Bizzarri       | Paolo Kessisoglu    |
| 3               | 14 aprile 2012 | Belén Rodríguez | Belén Rodríguez | Fabrizio Biggio   | Fabrizio Biggio  | Fabrizio Biggio  | Francesco Mandelli  | Francesco Mandelli  |
| 4               | 21 aprile 2012 | Belén Rodríguez | Belén Rodríguez | Alessandro Siani  | Alessandro Siani | Alessandro Siani | Alessandro Siani    | Alessandro Siani    |
| 5               | 28 aprile 2012 | Belén Rodríguez | Belén Rodríguez | –                 | –                | –                | –                   | –                   |
| 6               | 5 maggio 2012  | –               | Enrico Brignano | –                 | –                | –                | –                   | –                   |
| Finale di Ballo | 12 maggio 2012 | Belén Rodríguez | Enrico Brignano | Ana Noya          | Ana Noya         | Ana Noya         | Ana Noya            | Ana Noya            |
| Finale di Canto | 18 maggio 2012 | Belén Rodríguez | Enrico Brignano | Aluminium         | Aluminium        | Alex Britti      | Roberto Vecchioni   | Francesco Renga     |
| Finale dei BIG  | 19 maggio 2012 | –               | Enrico Brignano | Virginia Raffaele | Peter Marvey     | Andrew Basso     | Patrick Simoni      | Modà con Pau Donés  |

## Ascolti
| Puntata      | Messa in onda  | Telespettatori | Share  |
| ------------ | -------------- | -------------- | ------ |
| 1            | 31 marzo 2012  | 4 821 000      | 23,09% |
| 2            | 7 aprile 2012  | 4 157 000      | 19,81% |
| 3            | 14 aprile 2012 | 4 526 000      | 21,17% |
| 4            | 21 aprile 2012 | 4 412 000      | 20,69% |
| 5            | 28 aprile 2012 | 5 158 000      | 24,11% |
| 6            | 5 maggio 2012  | 4 755 000      | 22.21% |
| Finale Ballo | 12 maggio 2012 | 4 707 000      | 25,11% |
| Finale Canto | 18 maggio 2012 | 4 984 000      | 24,02% |
| Finale BIG   | 19 maggio 2012 | 4 956 000      | 22,96% |
| Media        | Media          | 4 719 000      | 22,57% |

### Ascolti giornalieri
In questa tabella sono indicati i risultati in termini di ascolto della striscia quotidiana andata in onda dal lunedì al venerdì su Canale 5 dalle 16:10 alle 16:50 circa.

| Canale 5          | Settimana 1   | Settimana 2    | Settimana 3    | Settimana 4    | Settimana 5    | Settimana 6    | Settimana 7    | Settimana 8    |
| ----------------- | ------------- | -------------- | -------------- | -------------- | -------------- | -------------- | -------------- | -------------- |
| Lunedì            | 1 706m 18,98% | 1 851m 19,65%  | non va in onda | 1 868m 17,01%  | 2 266m 21,28%  | non va in onda | 2 802m 20,70%  | 1 744m 17,39%  |
| Martedì           | 1 773m 19,11% | 1 738m 18,01%  | 2 051m 18,44%  | 1 807m 18,48%  | 1 904m 18,33%  | non va in onda | 1 736m 18,73%  | 1 436m 14,22%  |
| Mercoledì         | 2 109m 23,76% | 1 675m 16,68%  | 2 045m 17,23%  | 2 064m 18,59%  | non va in onda | 1 576m 16,98%  | 1 565m 16,31%  | 1 86m 15,75%   |
| Giovedì           | 1 656m 18,68% | 1 980m 19,51%  | 1 749m 17,73%  | 1 891m 17,81%  | 1 675m 18,67%  | 1 679m 18,48%  | 1 569m 17,35%  | 1 494m 15,26%  |
| Venerdì           | 1 474m 16,23% | 1 697m 16,87%  | 1 903m 16,72%  | 1 696m 15,67%  | 1 580m 17,90%  | 1 704m 18,66%  | 1 605m 16,43%  | 1 333m 13,92%  |
| Sabato            | 2 979m 19,25% | non va in onda | non va in onda | non va in onda | non va in onda | non va in onda | non va in onda | non va in onda |
| Media Settimanale | 1 950m 19,34% | 1 788m 18,14%  | 1 937m 17,53%  | 1 865m 17,51%  | 1 856m 19,04%  | 1 653m 18,04%  | 1 855m 17,90%  | 1 518m 15,31%  |
| Media Finale      | 1 803m 17,85% | 1 803m 17,85%  | 1 803m 17,85%  | 1 803m 17,85%  | 1 803m 17,85%  | 1 803m 17,85%  | 1 803m 17,85%  | 1 803m 17,85%  |

## Differenze rispetto alle versioni precedenti
- Dopo dieci edizioni, c'è una nuova sigla del programma. La canzone usata per accogliere i Big e gli ospiti è Paradise dei Coldplay
- Viene introdotto il girone "BIG".
- Platinette non appare più come opinionista, ma fa parte della giuria tecnica (Mauro Coruzzi).
- La consulenza artistica del programma è affidata a Gianmarco Mazzi, già direttore artistico del Festival di Sanremo.
- Per la prima volta, dopo alcune edizioni, non esistono le squadre. I ballerini indossano una tuta color argento, i cantanti una tuta oro. I circuiti sono distinti tra loro.
- Per la prima volta il programma è diventato un varietà, con ospiti internazionali, giochi, gare e spazi comici. Tra questi ultimi, è stato noto Enrico Brignano che è stato ospite per 5 puntate, comprese semifinale e finale all'Arena di Verona.

## L'interesse delle case discografiche
Durante l'undicesima edizione del talent show, come nelle edizioni precedenti, è stata data la possibilità ad alcuni cantanti di realizzare degli EP per essere lanciati sul mercato e di firmare un contratto con major discografiche. L'attenzione delle varie case discografiche si è focalizzata principalmente su tre elementi della categoria Canto:
- Gerardo Pulli, che ha pubblicato l'EP Gerardo Pulli con l'etichetta discografica Non ho l'età, con distribuzione EMI Music. Quest'ultima nella finale gli ha offerto un contratto discografico.
- Carlo Alberto Di Micco, che ha firmato un contratto con la Warner Music Italy. Il 6 giugno 2012 ha pubblicato il singolo Il Sole Cade (Secret Garden) e ad ottobre è uscito il suo primo album Controvento.
- Ottavio De Stefano, che ha firmato un contratto con la Universal Music, che gli ha dato la possibilità di realizzare l'EP Solo un'ora.
- Album dei cantanti Big:
- Alessandra Amoroso - Cinque passi in più
- Emma - Sarò libera
- Marco Carta - Necessità lunatica
- Annalisa - Mentre tutto cambia
- Antonino - Libera quest'anima
- Pierdavide Carone - Nanì e altri racconti
- Valerio Scanu - Così diverso
- Virginio - Ovunque

## L'interesse delle compagnie di ballo
Il 18 maggio 2012 sono stati assegnati tre contratti con prestigiose compagnie di ballo internazionali ed una borsa di studio presso un'importante accademia di danza. In particolare l'assegnazione dei contratti è stata questa:
- Francesca Dugarte ha ottenuto un contratto come prima ballerina con il Victor Ullate Ballet di Madrid
- Josè Becerra ha ottenuto un contratto per un anno di lavoro presso l'English National Ballet di Londra.
- Nunzio Perricone ha ottenuto un contratto per un anno con la River North Dance di Chicago.
- Giuseppe Giofrè ha ottenuto una borsa di lavoro per sei mesi di studio presso la Millennium Dance Complex di Los Angeles.